# Hermann av Hohenlohe-Langenburg
Hermann av Hohenlohe-Langenburg, född 31 augusti 1832 i Langenburg och död 9 mars 1913 i Langenburg, var 6:e furste av Hohenlohe-Langenburg.

## Biografi
Han var son till furst Ernst av Hohenlohe-Langenburg och hans maka, Feodora av Leiningen.
Hohenlohe var kavallerigeneral, 1871–1880 frikonservativ medlem av tyska riksdagen, dess 2:e president 1877–1878 samt ståthållare i Elsass-Lothringen 1894–1907.
Eftersom Hermanns äldre bror Karl av Hohenlohe-Langenburg gift sig morganatiskt, utsågs Hermann till ny furste av Hohenlohe-Langenburg efter familjefördrag 1860. Gift i Karlsruhe 24 september 1862 med prinsessan Leopoldine av Baden (1837–1903), brorsdotter till Leopold av Baden.

## Barn
- Ernst II av Hohenlohe-Langenburg (1863–1950), 7:e furste, gift med Alexandra av Sachsen-Coburg-Gotha
- Elise (1864–1929), gift med Heinrich XXVII av Reuss
- Feodora (1866–1932), gift med furst Emich av Leiningen

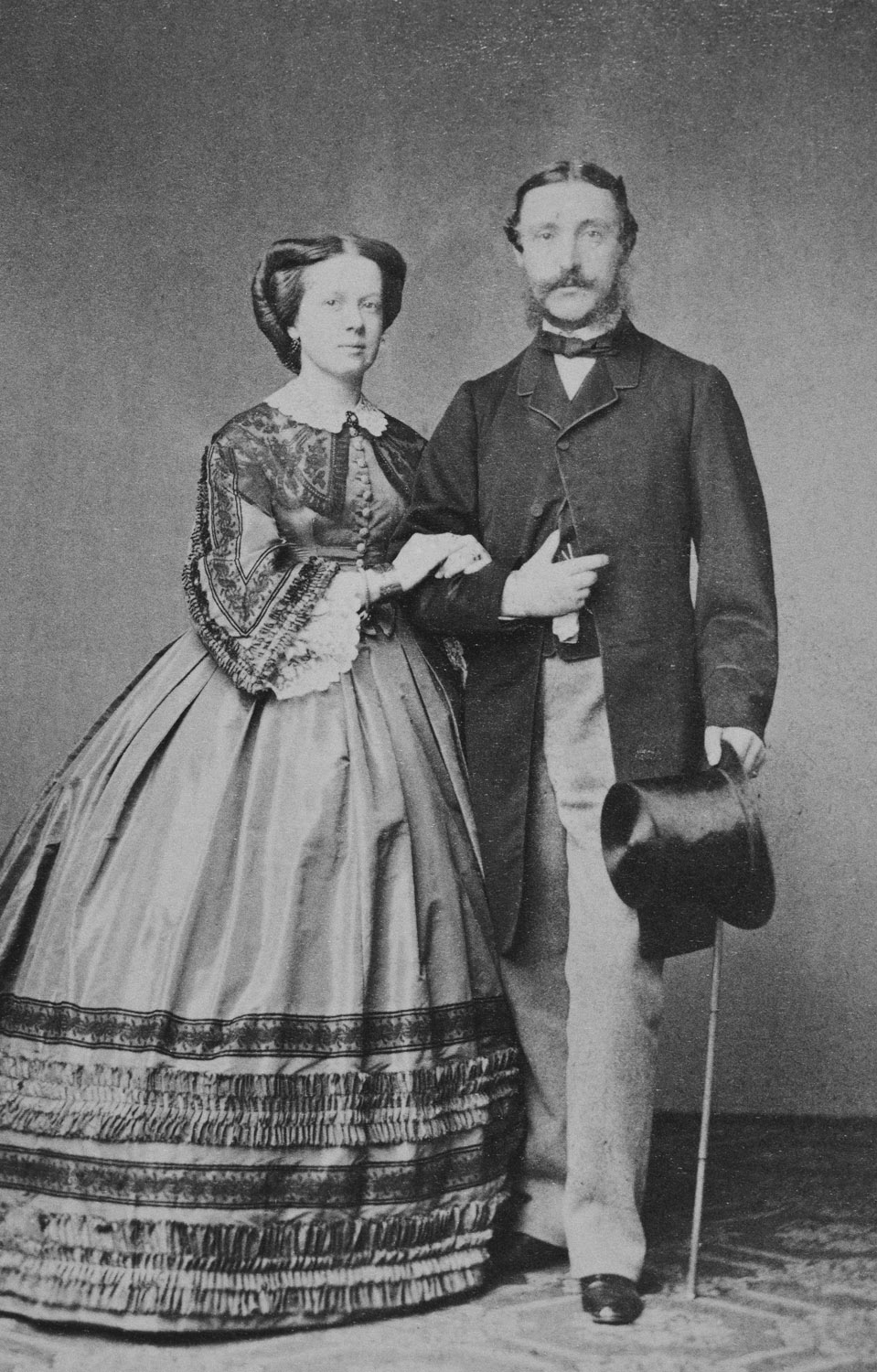
Prins Hermann av Hohenlohe-Langenburg med maka på 1860-talet.